# Eldar Guliyev (homme politique)
Ne doit pas être confondu avec Eldar Kouliev (réalisateur, 1941).
Eldar Guliyev (en azerbaïdjanais: Eldar Quliyev; né le 26 juillet 1951) est un homme politique azerbaïdjanais. Il est devenu membre du Parlement azerbaïdjanais en 2000.

## Biographie
Il est né à Bakou. En 1968, il a terminé l'école à N187 à Bakou, et en 1969, il est entré à l'Institution agricole d'Azerbaïdjan. Il est devenu économiste après avoir obtenu son diplôme en 1973. 

## Carrière
De 1973 à 1974, il a travaillé à l'institution de recherche scientifique. Il a servi dans l'armée de 1974 à 1975. De 1975 à 87, il a travaillé au ministère du Commerce. De 1981 à 1985, il a travaillé comme étudiant de troisième cycle à l'Institution agricole d'Azerbaïdjan. 
De 1987 à 1990, il a travaillé comme président de l'Union des sociétés centrales d'Azerbaïdjan. En 1990, il est devenu l'adjoint du chef du conseil d'administration de l'Union des corporations centrales d'Azerbaïdjan. En 1993, il devient président du conseil d'administration. Il est le recteur d'Université de Corporation d'Azerbaïdjan, et docteur en économie et professeur de cette université. 
En 1973-1974, il a travaillé à l'Institut de recherche scientifique. En 1974-1975, il a servi dans le vrai service militaire. En 1975-1987, il a occupé des postes de responsabilité au ministère du Commerce de la République et, en 1981-1985, il a poursuivi des recherches scientifiques en tant qu'étudiant de troisième cycle à l'Université économique d'État d'Azerbaïdjan. En 1987-1990, il a travaillé comme chef de l'Union centrale des coopératives d'Azerbaïdjan.
En 1990, il a été élu vice-président du conseil d'administration de l'Union centrale des coopératives d'Azerbaïdjan, et a été élu président du conseil d'administration en 1993 et dirige les fondements publics. Depuis 2011, le recteur de l'Université de Corporation d'Azerbaïdjan, docteur en sciences économiques, professeur. Les deuxième, troisième, quatrième et cinquième appels sont des membres du Milli Mejlis de la République d'Azerbaïdjan. Vice-président du comité de politique agraire de Milli Majlis.
En 2011, il a été élu membre honoraire des parlements des États turcophones, et en 2016, il a été nommé chef de la délégation azerbaïdjanaise à l'Assemblée parlementaire de la coopération économique de la mer Noire par décision du Milli Mejlis de la République d'Azerbaïdjan.
Le 3 juillet 2019, le président de la République d'Azerbaïdjan, Ilham Aliyev, a décerné à Eldar Guliyev la médaille d'or à l'occasion du 100e anniversaire de la création de la République démocratique d'Azerbaïdjan. Dans le cadre du 100e anniversaire de la création du Ministère des affaires étrangères de la République d'Azerbaïdjan, Eldar Guliyev a reçu la médaille du jubilé du Ministre des affaires étrangères Elmar Mammadyarov pour la représentation réussie de notre pays dans les organisations internationales.